# Реакција Јужноафричке Републике на самопроглашење независности Косова
Након самопроглашења независности Косова 2008. године, Јужноафричка Република је као нестална чланица СБ УН те године позвала на даље преговоре између Владе Србије и Скупштине Косова. На конференцији за новинаре 19. фебруара 2008. портпарол јужноафричког Одељења за спољне послове изјавио је да ће јужноафричка „влада проучавати политичке и правне импликације овог новог развоја догађаја“, да „нема шансе да Јужноафричка Република може свесно да не жели да заузме став о овоме. Али можете заузети став само у ствари која није у току. Питање је времена када ће Јужноафричка Република заузети дефинитиван став“, и да „није питање да ли смо ми у већини или мањини, као што никада није било. Није питање да смо са Русијом или Кином и никада није било нити ће бити. Имамо сопствене принципе који нас воде." 
Министар спољних послова Србије Вук Јеремић састао се 9. маја 2009. године, са новим председником Јужне Африке Џејкобом Зумом и другим званичницима. Јеремић је потом рекао: „Србија је захвална на подршци и доследности Јужноафричке Републике да не призна самопроглашену независност Косова“.
На састанку 30. августа 2010. године са Вуком Јеремићем, јужноафричка министарка за међународне односе и сарадњу Маите Нкоана-Машабане, потврдила је да њена земља неће променити своју одлуку да не призна Косово.
У интервјуу од 7. јуна 2011. године за Radio Dukagjini, портпарол јужноафричког Министарства спољних послова, Клејсон Моњела, рекао је да Јужноафричка Република неће признати Косово.